# 島田髷

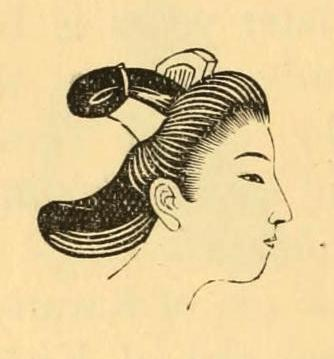
島田髷

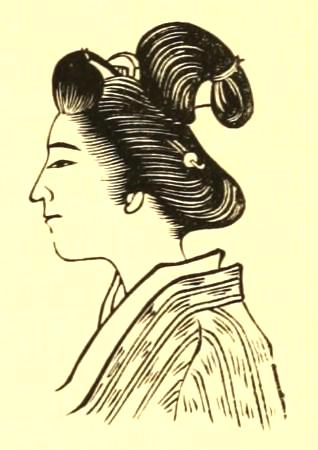
島田髷。明治時代

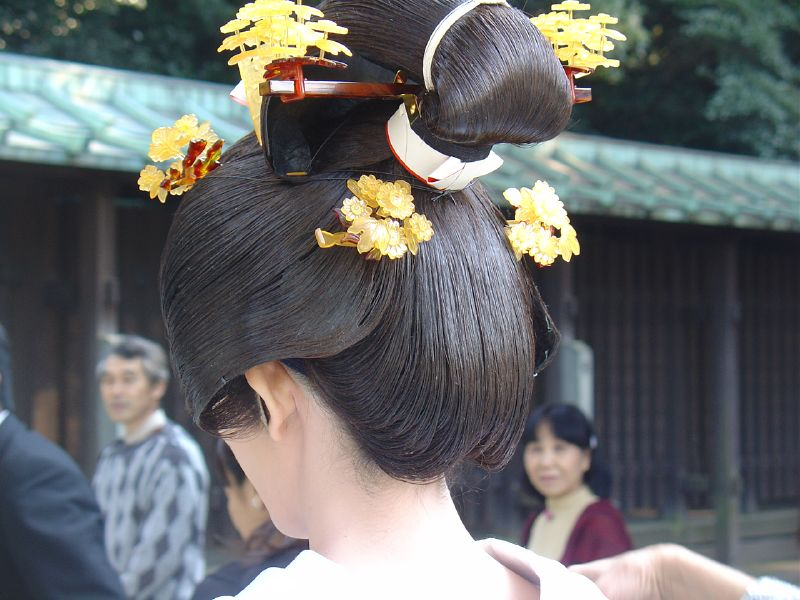
文金高島田

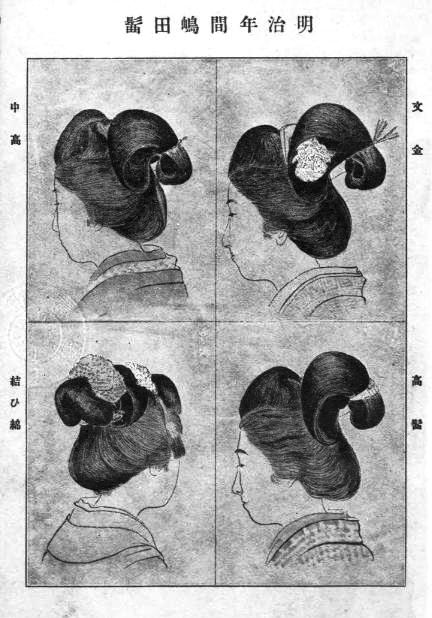
明治年間の島田髷

島田髷（しまだまげ）は、日本髪において最も一般的な女髷。特に未婚女性や花柳界の女性が多く結った。

## 概要
基本形は髻を折り返して元結で止めるだけのシンプルなものだが、非常に人気があり、さまざまな派生の髪形ができた。
派生形に高島田（さらにこれの派生が文金高島田と言い神前結婚式では普通この髪型で挙式）、娘島田、奴島田（町人の島田だが根の高いもの）、つぶし島田、投げ島田、芸者島田、京風島田、銀杏崩し、水車髷、おしどりなどがある。

### 名前の由来
島田という名前の由来は、東海道五十三次のひとつ島田宿（現在の静岡県島田市にあった宿場）の女郎に由来すると言うもの、寛永年間（1624年－1643年）の女形島田万吉・花吉・甚吉の舞台での扮装に由来すると言うもの、髷の根を強く締め束ねたところから「しめた」の転訛など諸説ある。島田市では島田髷発祥の地として島田髷祭が催されている。

## 島田髷概説

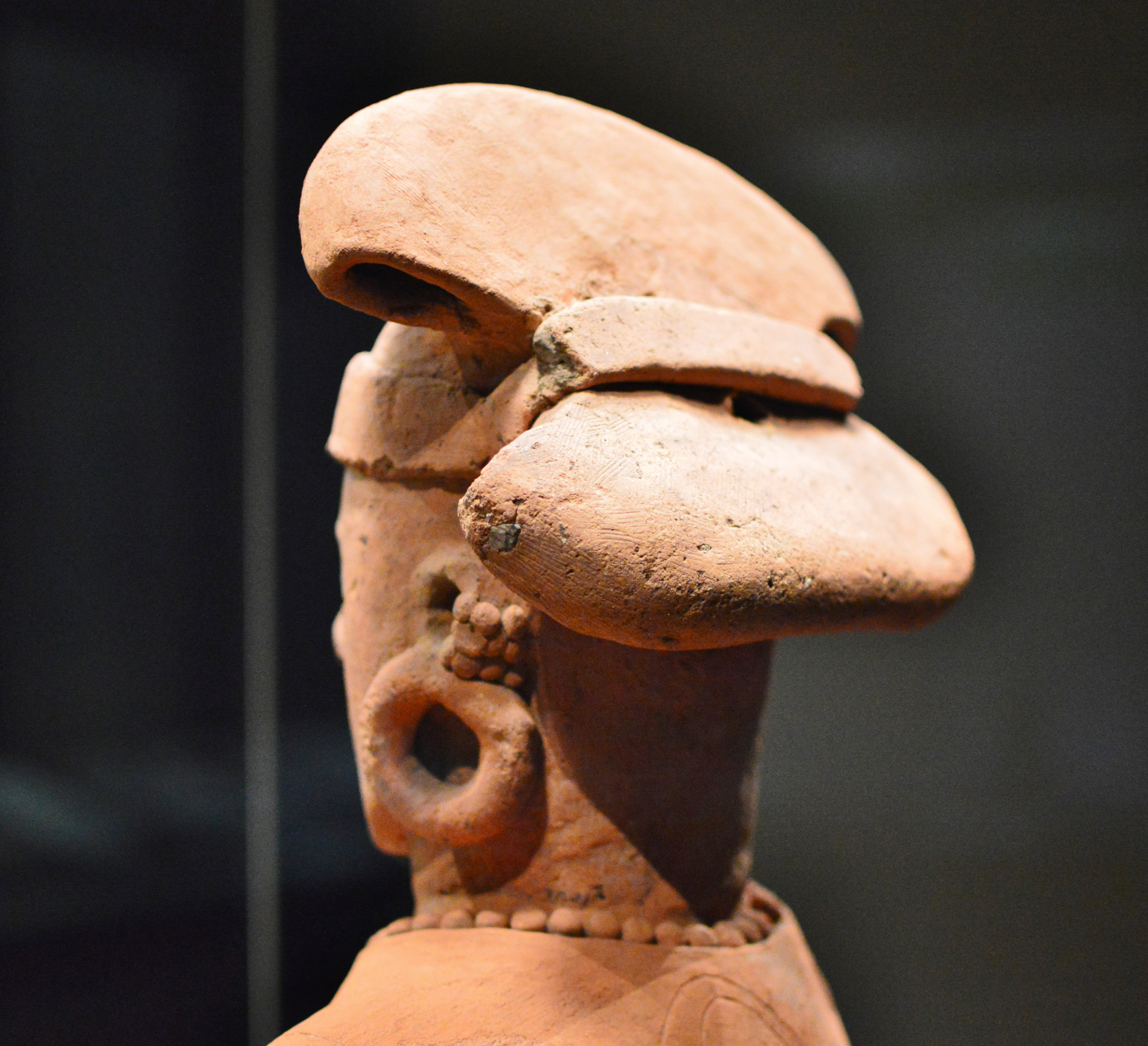
埴輪の島田髷
（東京国立博物館展示）

島田と同じ折り返す形の髷は古墳時代の女性埴輪にも見られ、便宜上この「古墳島田」も島田髷に分類することがある。ただしこれは根が極端に低く（と言うよりは当時は髷の根という概念自体なかったと思われる）折り返し部分を扇のように広げるもので一般的な島田とはまったく異系のものである。
本格的な「島田髷」の登場はそれから千年近くあとの江戸時代初期を待つ。島田髷の原型は「若衆髷」（未成年男子の髪型）で、子供の髷から男髷への過渡期にある男性の髷であるから前髪を残して月代を狭く剃り、髷は水平で太いものであった。その髪型を遊女が取り入れ女性向けに改良して結ったものが「島田髷」の出発点で今で言う所の元禄島田である。これはたちまち大流行して、貴賎を問わず娘たちがこぞって結うようになりその中で地域や身分、職業や個人の趣味が反映されてさまざまに派生した。
普通武家の娘ならば「高島田」といって髷の根が高い端正な印象の髷を結う。この派生の中でもっとも根が高い形を、同時期に流行した極端に髷の根が高い男髷「辰松風（文金風とも）」にちなんで「辰松島田」と呼び、後に「文金高島田」と呼ぶようになる。
遊女や芸者なら「投げ島田」や「つぶし島田」、「くるわつぶし」など根がずっと低い髷も平たいものを結う。「投げ島田」は髻の根を後ろにかなり下げたもので髷が後ろに投げ出されたように見えるもの。「つぶし島田」は髷の中央がつぶしたようにへこんでいるものをいう。どちらも婀娜っぽい妖艶な印象の髷である。